# Доминантна идеологија
У марксистичкој филозофији, израз доминантна идеологија означава ставове, веровања, вредности и морал који деле већина људи у датом друштву. Као механизам друштвене контроле, доминантна идеологија формулише како већина становништва размишља о природи друштва, њиховом месту у друштву и њихове везе ка друштвеној класи.
У Немачкој идеологији (1845), Карл Маркс и Фридрих Енгелс су рекли „Идеје владајуће класе су, у било ком добу, владајуће идеје“, примењено на сваку друштвену класу и у услузи интересу владајуће класе. У револуционарној пракси, слоган „Доминантна идеологија је идеологија доминантне класе“ сумаризује идеолошку функцију као основу револуције.
У капиталистиком (буржоаском) друштву, марксистичке револуционарне праксе теже да постигну такве друштвене и политичке околности које би владајућу класу направиле политички нелегитимном. То је предуслов за успешно свргавање капиталистичког начина производње. Тек тада, идеологија радничке класе постиже и успоставља друштвену, политичку и економску доминантност, и то тако да пролетеријат (градска радничка класа и сељаштво) могу да преузму моћ (политичку и економску) као доминантна класа друштва.
У не-марксистичкој теорији, доминантна идеологија представља вредности, веровања и морал који дели друштвена већина, а који обликују како јавност размишља о свом друштву, и тиме, у мери у којој то чини, то може, а и не мора да служи и интересу владајуће класе; стога, мера у којој доминантна идеологија ефективно доминира колективном друштвеном мишљу може, и не мора, да буде у опадању у савременом добу.

## Марксизам
Друштвена контрола остварена и спроведена путем идеолошке манипулације аспеката заједничке културе друштва (религије и политике, културе и економије, итд.) - како би се објаснио и оправдао статус кво у политичку корист доминантне (владајуће) класе датира из доба просветитељства у 18. веку. Такав метод друштвене контроле произилази концептуално из „племените лажи“ коју је предложио Платон, а која је била неопходна за друштвену стабилност републике састављене од три друштвене класе. У Књизи 3 (414е-15ц) Државе, Платон представља „племениту лаж“ (gennaion pseudos, γενναῖον ψεῦδος) у измишљеној причи, где Сократ успоставља и оправдава порекло друштвено раслојеног друштва:
... ... земља, као њихова мајка, их је родила, и сада, као да им је земља мајка и дојиља, треба да мисле на њу и бране је од било каквог напада, и да остале грађане сматрају својом браћом и децом исте земље... Док сте сви ви, у граду, браћа, рећи ћемо у нашој причи, ипак је бог, приликом стварања оних међу вама који су способни да владају, помешао злато у њихову генерацију, због чега су они највреднији — али и у помагачима, сребро, а гвожђе и бронзу у фармерима и другим занатлијама.
И, пошто сте сви рођаци, иако ћете се углавном размножавати према својим врстама, може се понекад десити да златни отац роди сребрног сина, и да златни потомак дође од сребрног оца, и да се остали на сличан начин рађају једни од других. Тако да је прва и главна заповест коју бог налаже владарима да ни о чему другом не буду толико пажљиви чувари и тако помно посматрачи као о мешању ових метала у душама њихових потомака, и ако им се роде синови с примесом бронзе или гвожђа, никако не смеју попустити у сажаљењу према њима, већ им морају доделити статус који одговара њиховој природи и избацити их међу занатлије или фармере.

И опет, ако се од ових роди син с неочекиваним златом или сребром у свом саставу, треба да га поштују и подстакну да се уздигне, неке на положај чувара, а друге на положај помоћника, наводећи да постоји пророчанство да ће град тада бити збачен када човек од гвожђа или бронзе буде његов чувар.
До деветнаестог века, Карл Маркс је описао такву културну хегемонију владајуће класе термином доминантна идеологија, која је описивала друштвени статус кво (верски и политички, економски и културни) који је карактерисао капитализам деветнаестог века. Као таква, марксистичка филозофска теорија предлаже два концептуална модела - „Намерни“ и „Спонтани“, да би описала друштвене функције доминантне идеологије:
 Намерни
Идеологију намерно конструишу буржоаски и ситнобуржоаски интелектуалци, а затим је пропагирају медији масовне комуникације (штампа, радио, телевизија, биоскоп, интернет). Дакле, пошто буржоазија поседује комуникационе медије, као друштвена класа, могу да бирају, одређују и објављују економске, друштвене и културне појмове који чине успостављени статус кво, што су идеологије (формалне доктрине) које служе њиховим интересима као владајућој класи друштва.
Штавише, пошто радничка класа не поседује медије масовне комуникације, они су преплављени културном хегемонијом буржоазије, а пошто немају сопствене интелектуалце, усвајају наметнути буржоаски светоназор (Weltanschauung), што креира искривљену (лажну) свест о њиховој економској експлоатацији од стране виших слојева; са том лажном свешћу, радничка класа губи своју друштвену и политичку, економску и културну независност као друштвена класа.
 Спонтани
Идеологија спонтано настаје у свакој друштвеној класи друштва, као израз постојеће материјалне структуре датог друштва. На основу стечених искустава у друштвеном животу, мушкарци и жене сваке друштвене класе (више, средње, ниже) конструишу своје интелектуално разумевање друштва, и, пошто су њихова друштвена искуства првенствено испољена у капиталистичким друштвеним односима, дељена (доминантна) идеологија тежи да одражава норме капиталистичког друштва. Дакле, садржај извештавања новина није одређен социо-економским и политичким предрасудама издавача, већ друштвеним статусом кво, фиксираним друштвеним наративом у који верују и издавач и читаоци новина.
Организовањем у синдикате, радничка класа осећа и изражава другачију врсту друштвених односа унутар капиталистичког друштва, јер оваква идеолошка перспектива оспорава интелектуални и друштвени легитимитет капитализма, доводећи у питање ваљаност начина на који је друштво организовано, а тиме и како функционише. Успешно успостављање радничке идеологије (погледа на свет) представља колективни приступ у перцепцији и решавању социо-економских, политичких и културних проблема људи из радничке класе. Стога, путем таквог зачетка класне свести, нова материјална структура унутар капиталистичког друштва постаје основа нове идеологије која изражава интересе радника и противречи статусу кво буржоаске културне хегемоније коју предлаже и успоставља доминантна идеологија владајуће класе капиталиста.

## Критика
У марксистичкој теорији, једна од друштвених класа постаје владајућа класа када постане довољно моћна друштвено прогресивна снага (и уз подршку других друштвених класа), да збаци претходну владајућу класу. На пример, велике буржоаске револуције у 17. и 18. веку су се десиле јер је буржоазија постала носилац друштвеног прогреса, универзална класа. Буржоазија је временом постепено почела да губи свој прогресивни карактер и постајала је све више реакционарна онда када је дошла на власт (пошто је почела да подржава статус кво, уместо да даље тражи друштвени напредак).
Као последица тога, доминантна идеологија може да садржи мешавину и друштвено прогресивних и друштвено регресивних елемената. Зато марксисти не одбацују све што је везано за доминантну идеологију капитализма. Уместо тога, слажу се са њеним прогресивним елементима и критикују регресивне. Другим речима, марксистичке критике доминантне идеологије капитализма обично нису грубо одбацивање њеног целокупног садржаја, већ пре критика њеног ограничавајућег, капиталистичког облика.